# Giorgio Petrosyan
Giorgio Petrosyan właśc. Geworg Petrosjan (orm. Գեվորգ Պետրոսյան; ur. 10 grudnia 1985) – włoski kick-boxer wagi średniej pochodzenia ormiańskiego. Zawodnik formuły K-1 występujący w K-1 World MAX i It’s Showtime, dwukrotny mistrz K-1 MAX (2009–2010) oraz tryumfator turnieju GLORY w wadze lekkiej z 2012.

## Kariera sportowa
Boks tajski rozpoczął trenować w wieku 14 lat, po wyjeździe z rodziną do Włoch. W 2005 zdobył interkontynentalne mistrzostwo WMC w boksie tajskim w wadze średniej. Dwa lata później zremisował w Szwecji w walce o mistrzostwo świata WMC w wadze superpółśredniej z dzierżącym tytuł Buakawem Por Pramukiem.
W kwietniu 2009 roku zadebiutował w prestiżowym cyklu K-1 World MAX. W lipcu, dzięki zwycięstwu nad Albertem Krausem, awansował do Finału K-1 World MAX. W półfinale tego turnieju znokautował Yuyę Yamamoto, a w ścisłym finale pokonał zdecydowanie na punkty Andy’ego Souwera, zdobywając mistrzostwo K-1 World MAX. W 2010 roku obronił tytuł, pokonując w Finale na punkty kolejno: Krausa, Zambidisa i Sato. Został tym samym pierwszym zawodnikiem w historii, który został dwa razy z rzędu mistrzem K-1 MAX.
W latach 2012–2015, związany był z GLORY, gdzie w 3 listopada 2012, wygrał turniej wagi lekkiej, pokonując w finale Holendra Robina van Roosmalena na punkty. 23 listopada 2013, zanotował drugą porażkę w karierze, sensacyjnie przegrywając z Surinamczykiem Andym Ristie przez nokaut, w półfinale turnieju na gali GLORY 12. Od 2016, występuje na galach  współorganizowanych przez Bellator Kickboxing i Oktagon Italy.
14 października 2017 został mistrzem świata ISKA w wadze super półśredniej (-70 kg) pokonując Kongijczyka Chrisa Ngimbiego. 20 kwietnia 2018 wystąpił na pierwszej mieszanej gali MMA i kick-boxingu organizacji ONE Championship, podczas której pokonał na punkty Taja Jo Nattawuta.
Mieszka i trenuje w Gorycji. Reprezentuje barwy klubu Satori Gladiatorium Nemesis. Jego brat Armen jest również kick-boxerem.

## Osiągnięcia
- 2017: mistrz świata ISKA w wadze super półśredniej, formuła K-1
- 2017: mistrz świata W5 w wadze lekko średniej (-71 kg)
- 2015: mistrz Hero Legends w wadze 70 kg
- 2012: Glory 70 kg Slam Tournament – 1. miejsce w wadze lekkiej (-70 kg)
- 2010: mistrz K-1 World MAX
- 2009: mistrz K-1 World MAX
- 2009–2010: interkontynentalny mistrz WKN w wadze 69,9 kg, formuła orientalna
- 2007: Janus Fight Night – 1. miejsce w wadze -72 kg
- 2006: Janus Fight Night – 1. miejsce w wadze -72 kg
- 2006: mistrz Kombat League w wadze -66.7 kg, formuła muay thai
- 2006: Italian Extreme IV – 1. miejsce
- 2005: interkontynentalny mistrz WMC w kat. półśredniej (-66,7 kg)
- 2004–2005: mistrz Europy MTA w wadze -65 kg
- 2003: mistrz Włoch MTA